# Mihăileni (Botoșani)
Pour les articles homonymes, voir Mihăileni.
Mihăileni est une commune du județ de Botoșani en Roumanie.